# Andorra i olympiska vinterspelen 1992
Andorra deltog i olympiska vinterspelen 1992. Andorras trupp bestod av 4 män och 1 kvinnor.

## Resultat

### Alpin skidåkning
- Super-G herrar
  - Ramon Rossell - 47
  - Gerard Escoda - DNF
  - Nahum Orobitg - DNF
  - Victor Gómez - DNF

- Storslalom herrar
  - Gerard Escoda - 36
  - Nahum Orobitg - 38
  - Ramon Rossell - DNF
  - Victor Gómez - DNF

- Slalom herrar
  - Gerard Escoda - 32
  - Nahum Orobitg - DNF
  - Ramon Rossell - DNF

- Super-G damer
  - Vicky Grau - 37

- Storslalom damer
  - Vicky Grau - DNF

- Slalom damer
  - Vicky Grau - DNF